# Petites armoiries nationales
Les Petites armoiries nationales (Lille Rigsvåben en danois) est un type de timbre-poste d'usage courant utilisé au Danemark depuis 1946.
En haut à droite, est repris le blason national : trois lions héraldiques entourés de neuf cœurs. Plus loin en bas, la valeur faciale et le nom du pays émetteur « DANMARK » sont inscrits en gros caractères. Au-dessus du pays, est représentée une couronne.
Le dessin original est de Primus Nielsen et a été régulièrement regravé en taille-douce sans modification des éléments, seulement des lignes de gravure constituant le fond uni. En 2004, la gravure est réalisée par le graveur suédois Martin Mörck avec lignes diagonales croisées pour constituer le fond.
Ce type sert de série d'usage courant aux côtés des émissions à l'effigie des souverains successifs du Danemark et du type Ligne ondulée. Dans ce cadre, il affiche le plus souvent les valeurs faciales les plus fortes.